# 赫氏高原鰍
赫氏高原鰍（學名：Triplophysa herzensteini）為輻鰭魚綱鯉形目條鰍科高原鰍屬的其中一種。分布於亞洲哈薩克東南部淡水流域，體長可達9.5公分，棲息在溪流底層水域，生活習性不明。

## 扩展阅读
維基物種上的相關：赫氏高原鰍